# پوست موز (فیلم ۱۹۶۳)
پوست موز (به فرانسوی: Peau de banane‎ , ایتالیایی: Buccia di banana , آلمانی: Heißes Pflaster) یک فیلم سینمایی کمدی محصول مشترک فرانسه، ایتالیا و آلمان که در سال ۱۹۶۳ با بازی ژن مورو و ژان-پل بلموندو منتشر شده‌است.
تعداد تماشاگران این فیلم در فرانسه ۱٬۹۰۹٬۹۱۳ بود.